# Орловско-Брянская операция
Орло́вско-Бря́нская операция (иногда именуется Оборонительная операция на орловском и курском направлениях) — оборонительная операция советских войск во время Великой Отечественной войны, составная часть Московской стратегической оборонительной операции 1941 года, проходившая 30 сентября — 23 октября 1941 года. Шла одновременно с Вяземской оборонительной операцией во время наступления немецких войск на Москву (операция «Тайфун»).
В ходе операции превосходящие силы противника окружили части Красной армии. Но РККА остановила продвижение 2-й танковой группы Гудериана и нанесла врагу тяжёлые потери. Уцелевшие части прорвали окружение и заняли оборонительные рубежи. В результате ценой больших потерь немецкое наступление на Москву было задержано более чем на две недели. Это позволило советским войскам перегруппироваться и подтянуть резервы, в том числе с Дальнего Востока.

## Силы сторон
Брянский фронт РККА:
- 50-я армия
- 3-я армия
- 13-я армия
- оперативная группа генерал-майора А. Н. Ермакова

1-й гвардейский стрелковый корпус (командир корпуса — Д. Д. Лелюшенко)
Группа армий «Центр» вооружённых сил нацистской Германии:
- 2-я армия
- 2-я танковая группа (с 6 октября — 2-я танковая армия)

## Планирование операции
По завершении 10 сентября Смоленского сражения противники на западном направлении использовали паузу в боевых действиях: уточняли планы, наращивали группировки войск, восстанавливали их боеспособность.
Положение Красной армии оставалось крайне тяжёлым. Стратегическая инициатива оставалась в руках противника.

##### Вермахт
Немцы планировали разбить противника до наступления зимы — и занять Москву.
16 сентября появилась директива о захвате столицы — операция «Тайфун». Немцы решили окружить советские группировки — под Вязьмой на севере и под Брянском на юге — и беспрепятственно идти на Москву.
На Брянск удар наносила южная группировка группы армий (2-я полевая армия и 2-я танковая группа). Её задача: наступая от Шостки и Рославля прорвать оборону Брянского фронта, окружить и уничтожить его войска, обойти Москву с юга и юго-востока.
2-я полевая армия получила задачу наступать на Сухиничи, обходя Брянск с северо-запада. 2-я танковая группа должна была наступать на Севск — Орёл и вместе с пехотинцами 2-й армии окружить и уничтожить советские войска в районе Брянска.
Состав ударной группировки довели до 400 тысяч человек. Её пополнили за счёт резервов ОКХ, подошли войска с других участков Восточного фронта. К концу сентября превосходство противника над войсками Брянского фронта по артиллерии — в 2,6 раза, по танкам — в 4,5 раза, по самолётам — в 10—11 раз.
«Последнее решающее сражение» собирались начать 28 сентября, завершить операцию «Тайфун» и всю кампанию (основные боевые действия) — до середины ноября 1941 года.
Наступление танковой группы запланировали на 30 сентября, полевой армии — на 2 октября. Гудериан, командующий 2-й ТГ, решил перейти в наступление на два дня раньше. Он стремился максимально использовать хорошую погоду, так как на направлении его наступления было мало дорог с твёрдым покрытием.

##### Красная армия
Ставка ВГК и Генштаб определили сроки наступления противника, но не вскрыли весь замысел немецкого командования.
Направление ударов ГА «Центр» спрогнозировали неверно. Предполагали, что главный удар немцы нанесут вдоль шоссе, по линии Смоленск — Ярцево — Вязьма, в полосе 16-й армии Рокоссовского. Здесь была создана довольно плотная оборона. Но другие опасные направления так хорошо прикрыть просто не было возможности.
Генштаб ошибся не только в направлении главного удара, но и в количестве ударных группировок. Считалось, что немцы нанесут удар в одном направлении, имея лишь одну крупную танковую группировку. В действительности в операции Тайфун участвовали три немецкие ТГ.
На Брянском фронте командование фронта также ошиблось в направлении главного удара, его ждали непосредственно на Брянск, а немцы ударили на 120—150 км южнее.
Войскам Западного и Брянского фронтов приказали перейти к жёсткой упорной обороне и мобилизовать инженерные части на устройство заграждений.
Брянский фронт под командованием генерал-полковника А. И. Ерёменко оборонялся в полосе шириной 345 км. В первом эшелоне имел 50-ю, 3-ю, 13-ю армии и опергруппу генерал-майор Аркадия Ермакова. В резерве БФ оставались две стрелковые и танковая дивизии, танковая бригада.
50-я армия командарма Михаила Петрова прикрывала дорогу на Киров и Брянск, 3-я армия генерал-майора Якова Крейзера — закрывала трубчевское направление, 13-я армия генерал-майора Авксентия Городнянского — севское, а опергруппа генерал-майора Ермакова — курское направление.
Всего во фронте насчитывалось 223 тыс. человек, 1529 орудий и миномётов, 257 танков, 166 самолётов.
4 октября Брянскому фронту придана 29-я кавалерийская дивизия, действовавшая в районе Фатеж-Поныри до ноября.
Разведка фронта верно установила сосредоточение главной группировки противника — против опергруппы Ермакова, на левом крыле фронта. Но командующий разместил почти весь свой резерв — две стрелковые и одну танковую дивизии — на правом крыле.
Опергруппа Ермакова сильно ослабела в ходе непрерывных сентябрьских наступательных боёв и не имела времени на подготовку обороны. Кроме того, она получила задачу 28 сентября провести наступление на глуховском направлении, это сыграло трагическую роль в судьбе всего фронта.
Итак, войска Брянского фронта уступали противнику в силах и средствах, за столь короткий срок не создали глубокой обороны и имели низкую тактическую плотность: на 1 км фронта — 4 орудия и миномётов и 0,3 танка.
Все это привело к тяжёлым последствиям для войск фронта.

## Проведение операции
В конце сентября войска Брянского фронта прикрывали брянско-калужское и севско-орловско-тульское направления. Передний край их обороны в полосе 290 км проходил по линии Снопоть, Почеп, Погар, Глухов.
30 сентября немецкие дивизии 47-го и 24-го механизированных корпусов ударили по левому крылу Брянского фронта. К концу дня оборона 50 А и 13 А была прорвана.
Под удар попала опергруппа Ермакова, которая готовилась наступать на глуховском направлении. Находясь в наступательной позиции на местности, неподготовленной к обороне, опергруппа не выдержала массированного удара врага и начала отход.
Противнику открылись тылы двух левофланговых дивизий 13-й А — 298-я сд и 55-я сд. К вечеру немцы оттеснили их части к северо-востоку. Между 13 А и опергруппой Ермакова образовался разрыв. Все контратаки оказались безуспешны, к исходу 30 сентября противник вклинился на 15-20 км.
Командующий Брянским фронтом решил — противник наносит отвлекающий удар одним танковым корпусом. Главный удар он ожидал позднее — от 2 полевой армии прямо на Брянск. Утраченное за день положение на левом крыле фронта решили восстановить силами находившихся там войск.
Утром 1 октября опергруппа Ермакова нанесла контрудар. Но закрыть брешь и восстановить положение не удалось. Соединения вводили в сражение по частям и в разное время, с разных направлений и при слабой огневой поддержке. Немецкие танки, поддерживаемые с воздуха всем составом авиации 2-го воздушного флота, отбросили опергруппу Ермакова.
К полудню 47-й механизированный корпус генерала Лемельзена захватил Севск и устремился на север. 24-й механизированный корпус генерала Швеппенбурга, наступая на Орёл, к вечеру увеличил прорыва до 70 км. Противник окружил советские 298-я сд и 55-я сд, а опергруппу Ермакова отрезал от главных сил фронта.
Так, к исходу 1 октября в обороне левого крыла Брянского фронта образовались две бреши. Первая — в направлении на Комаричи шириной 60 км и глубиной 70 км, а вторая — на севском направлении шириной 15 км и глубиной 35 км. Взаимодействие между опергруппой Ермакова и войсками 13 А нарушилось.

Гудериан пишет о взятии Севска 1 октября:
Взяли Севск… Со стороны дороги лежали расстрелянные русские машины всех видов — еще одно подтверждение внезапности нашей атаки… На поле виднелись следы ожесточенных боев. Валялись убитые и раненые русские… мы со спутниками нашли 14 солдат, прячущихся в траве, и взяли их в плен. За день танковый клин 24-го танкового корпуса преодолел 130 км.

##### Взятие Орла
1 октября Сталин приказал генералу Дмитрию Лелюшенко остановить 2-ю ТГ, наступающую на Орёл, силами формирующегося 1-го гвардейского СК. Корпус требовал на формирование 4—5 дней и подчинялся Ставке. Создавали и авиагруппу — для ударов по танкам противника.
Однако этой же ночью Лелюшенко сообщили — войска Гудериана уже совсем рядом с Орлом. За дни формирования корпуса генерал не успел бы организовать оборону города.
Генерал Лелюшенко решил оставить Орёл без боя и организовать оборону южнее Мценска силами 36-го мотоциклетного полка, находившегося в резерве, и Тульского артиллерийского училища. Сталин решение утвердил, прочертив на карте линию обороны в районе Мценска по р. Зуша.
2 октября танки Гудериана вошли в Кромы, откуда двинулись на Орёл по Кромскому шоссе. В это время штаб Лелюшенко ещё даже не подошёл ко Мценску. 2 октября в действие вступили главные силы ГА Центр. На правом крыле Брянского фронта по 50 А ударили на Жиздру 8 пехотных дивизий, поддержанные 191-м мотокорпусом и танками.

Гудериан пишет: 
2 октября яростное наступление продолжалось. Русский фронт был окончательно прорван. И 13-я армия русских была отброшена на северо-восток… Наши потери за эти дни были, к счастью, невелики… ГА «Центр» наступала с успехом по всему фронту с раннего утра, и ей помогала хорошая погода. Наш сосед слева, 2-я армия, пробилась через позиции противника на Судости и Десне, несмотря на упорное сопротивление русских.
3 октября к 10.00 ТГ-2 подошла к южной окраине Орла.
Десантники в Орле
Ситуация в полосе Брянского фронта ухудшилась ещё больше. Нависла угроза окружения.
Требовалось выиграть время на организацию обороны под Мценском (50 км от Орла).
Пока резервы перебрасывали по железным дорогам, а части Брянского фронта пробивались из окружения, было необходимо приостановить наступление немцев на тульском направлении.
В район Орла и Мценска перебросили на самолётах 5-й воздушно-десантный корпус (две бригады, всего 6 тыс. бойцов). Непосредственно в Орле высадили 500 десантников, 500 — на Оптушанский аэродром ДОСААФ. Они с ходу вступили в бой и сдерживали противника до 19.00. Кроме десантников в Орле сражались чекисты под управлением капитана А. А. Лобачева — единственные войска, находившиеся в городе: 146-й местный батальон НКВД.
Не пробившись на юго-западе, Гудериан двинулся со стороны Семинарки и Лужков и взял Орёл, где по его личным наблюдениям все ещё ходили трамваи (вагоны Орловского трамвая оставались стоять прямо на улицах по своим маршрутам, так как городская электростанция была уничтожена ещё при отходе советских войск).
Десантники дали возможность Лелюшенко организовать на подступах ко Мценску оборону. Перерезав шоссе Орёл — Мценск, десант организовал оборону по берегу р. Оптуха и удерживал этот рубеж до подхода 4 ТБ полковника Михаила Катукова из состава 1-го гвардейского стрелкового корпуса.

Гудериан отдал приказ своему танковому корпусу двигаться на Брянск. 4 октября 3-я и 18-я немецкие бронетанковые дивизии надвигались на Карачев. 17-я бронетанковая дивизия строила предмостное укрепление на Неруссе, чтобы наступать на север. Соседи Гудериана слева форсировали Болву, дошли до железной дороги Сухиничи — Ельня. 3-я немецкая танковая группа захватила Белый. Гудериан пишет: 
4-го октября в тылу группы армий впервые обратила на себя внимание деятельность партизан
5 октября Гудериан приказал 17-й бронетанковой дивизии сходу захватить Брянск. 18-я дивизия немцев ушла на север, пересекая дорогу Орел — Брянск.
Танки Катукова и действия авиации
В районе Мценска советские войска сильными контратаками смогли приостановить движение танков Гудериана на Тулу.
Бои за Мценск стали звёздным часом танковой бригады Катукова. Бригада разгромила 4-ю танковую дивизию немцев, — ее командование пренебрегло разведкой и охранением и нарвалось на внезапный удар бригады.
3 октября 4-я танковая дивизия, захватив Орёл, устремилась вдоль шоссе Орёл — Тула. Одновременно 47-й мотокорпус перерезал тылы 13 А и начал выход на тылы советской 3 А генерал-майора Крейзера. Дальнейшее продвижение немецких танков вдоль шоссе остановил 1 стрелковый корпус. В него включили мотоциклетный полк, 4-ю и 11-ю танковые бригады, 6-ю стрелковую дивизию, 34-й полк внутренних войск, дивизион гвардейских миномётов («катюш»). Его поддержала 6 авиагруппа Ставки и фронтовой авиации на рубеже р. Зуша.
В боях под Орлом-Мценском умение сражаться с численно превосходящим противником проявила 4-я танковая бригада полковника Катукова. Танкисты наносили из засад внезапные мощные огневые удары по вражеским колоннам и быстро отходили на новые рубежи. В боях за Мценск гвардейцы Катукова уничтожили до 60 танков, около 30 орудий и до полка пехоты врага.

Гудериан пишет о превосходстве новых танков русских Т-34:
4-я бронетанковая дивизия южнее Мценска несколько ужасных часов переживала атаку русских танков. Впервые четко проявилось превосходство «Т-34» над нашими танками. Дивизия понесла тяжелые потери. Планируемый бросок на Тулу пришлось отложить.
Позже Гудериан тоже отзывался о Т-34 с беспокойством:
Беспокоят технические возможности и, что ещё хуже, новая тактика применения танков «Т-34». Доступные нам противотанковые средства оказывались эффективными против «Т-34», только если нам сильно везло. Короткоствольные 75-миллиметровые орудия наших «Т-4» могли поразить «Т-34» только сзади, да и то при точном попадании в жалюзи над двигателем, — только так можно было вывести его из строя. Русские фронтально наступали пехотой, а танки массово пускали по флангам. Они учились.
Соединения 24 мотокорпуса противника несли значительные потери в танках и на две недели задержались на рубеже Белёв — Мценск, чтобы подтянуть новые резервы.
 
Оборона на участке Орёл — Мценск продолжалась 9 дней. Георгий Жуков пишет о ней так: 
Развивая наступление, части Гудериана 3 октября захватили неподготовленный к обороне Орёл, выйдя 24-м мотокорпусом на тылы БФ. 1-й стрелковый корпус развернулся у Мценска, вступил в бой с моторизованной и танковой группировкой противника. Вражеские войска были здесь задержаны на несколько дней и понесли большие потери в живой силе и боевой технике. Танкисты 4-й и 11-й бригад впервые применили способ поражения вражеских танков из засады. Используя успех 1-го корпуса, войска БФ отошли на указанные рубежи.
В ночь на 2 октября Василевский указал командующему ВВС Жигареву и комфронта Ерёменко создать для БФ авиагруппу — во главе с полковником И. Н. Рухле. В состав авиагруппы вошли четыре дивизии дальнего действия и дивизия особого назначения. Со 2 октября группа участвовала в разгроме танковой группировки противника, прорвавшейся в район Севска. Боевую работу группы прикрывали истребители.

5 октября Гудериан стал свидетелем активности русской авиации. 
Только я приземлился на аэродроме в Севске, куда уже сели 20 немецких истребителей, как русские нанесли по нему бомбовый удар, За ним последовала бомбардировка штаба корпуса. Я поехал по маршруту наступления 3-й бронетанковой дивизии. Мы периодически подвергались налетам малых групп русских бомбардировщиков от трёх до шести машин. Однако они летели на большой высоте, и точностью эти бомбардировки не отличались.

#### Окружение Брянского фронта
Тем временем танки Гудериана окружали Брянский фронт. Они захватили Карачев и Брянск, перерезав пути отхода советским войскам. Так войска Брянского фронта были расчленены на две части.
6 октября Гудериан переместил штаб в Севск. 17-я немецкая бронетанковая дивизия вошла в Брянск, захватила мосты через Десну и соединилась со 2-й германской армией, наступавшей западнее Десны. Окружение советских войск, действовавших между реками Десной и Судостью, завершалось.

Дорога Орёл — Брянск была очень важна для немцев, на что указывал Гудериан.
Снабжение германских войск в большой степени зависело от контроля над шоссейной и железной дорогами Орёл — Брянск.
В ночь с 6 на 7 октября выпал первый снег. Гудериан отправил в Германию запрос по поводу зимнего обмундирования, но ему посоветовали не докучать подобными просьбами. К 7 октября в немецком Генштабе оценили успехи и решили: 
Теперь важно не дать русским создать оборонительный рубеж западнее Москвы.
6 октября в последней попытке прорваться русские пошли в контрнаступление.
Комфронта Ерёменко приказал 13-й и 3-й армиям и опергруппе Ермакова наступать на Севск и ударить по тылам группы Гудериана. Но танки противника прорвались в районе Глухов — Ямполь — Шатрище, и тем самым 13-я армия оказалась в окружении.

Василевский пишет: 
6 октября полоса обороны БФ была прорвана в трёх местах. Начался отход его войск в крайне трудных условиях. 
Брянский фронт под ударами противника потерпел поражение. Жуков пишет в мемуарах — все пути на Москву открыты: 
К 7 октября все пути на Москву, по существу, были открыты. В 2.30 8 октября я позвонил Сталину. Он ещё работал.
Брянский фронт потерпел поражение, были окружены силы 3А, 13А и 50А. Но взять их в плотное кольцо и полностью уничтожить не удалось, значительные силы прорвались. Во время отступления погиб командарм 50-й армии генерал-майор М. П. Петров, тяжело ранен комфронта Ерёменко.
Прорывы из Брянского котла
Ставка разрешила отводить войска БФ в ночь на 6 октября. Однако приказ долго шёл, время было упущено, соединения немецкого 47 МК уже перехватили тылы 13А и 3А. На ликвидацию котла немцы направили 20 из 22 дивизий 2-й полевой армии и 2-й танковой армии. Брянский фронт рассекли надвое: север — 50 А (под Брянском и Дятьково), юг — 13 А и 3 А (р-н Трубчевск, Суземка, Навля).
В котле оказались управления всех трёх армий фронта, 27 дивизий, 2 танковые бригады, 19 артиллерийские полки РГК и отдельные части.
Из-за переноса штаба Брянского фронта в Белев (после нападения немцев на бывший КП Брянского фронта в районе Свень) и отсутствия связи с командующим фронтом Ерёменко, нарушилось управление советскими войсками. Временное командование фронтом в ночь на 7 октября Ставка возложила на командующего 50-й армией М. П. Петрова, который утром 7 октября отдал приказ армиям фронта прорываться в восточном направлении, но уже в 14-00 его приказ был отменён вышедшим на связь из штаба 3-й армии Ерёменко, предписавшему 50-й армии повернуть на юг и юго-восток для соединения с 3-й армией, что фактически не дало 50-й армии выскользнуть из котла, а растянуло её потрёпанные силы по Брянским лесам, тем самым в итоге приведя к катастрофе. 13 октября генерала Ерёменко тяжело ранило во время налёта немецкой авиации, ночью на самолёте его переправили в Москву. Его обязанности стал исполнять начштаба фронта генерал Георгий Захаров.
Армии Брянского фронта в оперативном окружении продолжали вести кровопролитные бои — прорывали вражеские заслоны, отходили в указанных им командованием направлениях. Отход войск Брянского фронта начался в ночь на 8 октября.
Соединения 3А и 50А  пробивались, связывая в боях дивизии Гудериана и Вейхса.
Войска 13-й армии Городнянского пытались вырваться из вражеского кольца на юго-восток.
На рассвете 9 октября части 13-й армии нанесли неожиданный удар и пробили брешь в боевых порядках 293-й пехотной дивизии. Прорвались 132-я и 143-я стрелковые дивизии, 141-я танковая дивизия и часть штаба армии, позже — часть второго эшелона и резерв командарма.
В этот день войска 13А продвинулись на юг на 25 км, но их остановили превосходящие силы противника: северо-западнее Брянска соединились войска 2-й пехотной армии со 2-й танковой армией.
В исходу 13 октября части 13А пробились в район Хомутовки (50 км северо-западнее Льгова). Пять суток шли тяжёлые бои. Против 13 А Гудериан бросил 34-й армейский корпус и 48-й мотокорпус. Противник перехватил пути отхода к р. Свапа, оттеснил войска группы Ермакова, оборонявшиеся на её левом берегу.

Комдив-132 генерал-майор С. С. Бирюзов пишет в мемуарах: 
Несколько суток мы вели тяжёлые бои, пробиваясь на юго-восток, но враг цепко держался за дороги на Орёл, питавшие теперь всю ударную группировку Гудериана. Наши попытки перерезать эти пути окончились неудачей. Отбив все атаки, гитлеровцы усилили нажим на нас. Из штаба армии поступило распоряжение готовить прорыв на Севск. Но противник и сюда перебросил свежие силы. 13-я армия несла большие потери, с каждым днём надежда на успех уменьшалась.
К этому времени горючее 13 А было полностью израсходовано, военный совет приказал уничтожить автотранспорт и другое имущество, чтобы его не использовал противник. На помощь прорывавшимся частям опергруппа Ермакова нанесла четыре одновременных удара по врагу, а авиация фронта — стала уничтожать его с воздуха. 18 октября 13-я армия прорвала кольцо окружения и переправилась на восточный берег Свапы.

Член военного совета 13-й армии генерал-майор М. А. Козлов пишет:
Промокшие, истощённые от недоедания, ведя бои днём и ночью, воины армии вышли из окружения в составе 10 тысяч человек, все с винтовками, при 32 станковых и 34 ручных пулемётах, со 130 автоматами ППШ и 11 пушками.
По данным Генерального штаба Красной армии, войска 13А потеряли до 50 % личного состава и материальной части. К 22 октября армия заняла оборону в 45 км северо-западнее Курска.
50-я армия генерал-майора Петрова пробивалась на юго-восток. В ночь 13 октября они переправлялись через р. Рессета, сосредоточившись в р-не Гутовский лесозавод.
При форсировании Рессеты они понесли большие потери от огня противника. Осуществить основной прорыв через Гутовский лесозавод армии не удалось. В ожесточённом бою погибали солдаты и командиры. Армия, не имея возможности прорваться на восток и юго-восток, поворачивала на юг и юго-запад. Основные силы армии противник окружил в районе Хвастовичи — Желтоводье — Вереща (10 км северо-западнее Карачева) — и разгромил 17 октября.
Из окружения к 20 октября в район Белёва вырвались разрозненные части дивизий и полков, а также часть штаба армии во главе с подполковником Ф. Е. Почема.
Положение 3-й армии генерала Крейзера было очень тяжёлым: в болотах застрял автотранспорт, кончилось горючее, встали танки. Под непрерывным артобстрелом, при частых атаках противника спасти машины было невозможно. Военный совет армии принял решение их уничтожить.
Пути отхода 3-й армии противник перерезал ещё 11 октября, закрыв ей все выходы на восток. Двое суток 3А вели тяжёлые бои, прорывая окружение. Связь штаба с дивизиями нарушилась. Зная общее направление и рубеж выхода, они действовали самостоятельно.
17—20 октября в 6—20 км севернее Дмитровск-Орловского сражались в полном окружении 137-я и 269-я стрелковые дивизии и 42-я танковая дивизия, оставшиеся под управлением командарма. В ночь на 21 октября части 3-й армии вышли из окружения, пройдя по сплошному болоту, через не занятый противником коридор шириной всего 500 м.
На рассвете 23 октября в район севернее Понырей вышла основная группа, а южнее — остатки дивизий в составе около 3 тыс. человек. Заняв участок тылового рубежа обороны Брянского фронта, 3-я армия начала восстанавливать боеспособность. Всего из почти 100 000 человек личного состава армии к своим прорвалось около 10 000 тысяч.
Итоги окружения
К 20—23 октября войска БФ прорвали фронт окружения ценой тяжёлых потерь. Из окружения прорвались 3 армейских управления и остатки 18-ти дивизий, практически без танков и артиллерии.
Так, в 50-й армии к своим вышло не более 10 % бойцов, в двух других армиях такое же положение.
Но этим измотанным войскам отдыхать не пришлось. Резервы на этом направлении отсутствовали. И все вышедшие из окружения части направили на восстановление фронта. Они заняли линию Белёв — Мценск — Поныри — Фатеж —Льгов.
К 29 октября 50-я армия уже воевала на рубеже Павшино — Кураково — Дедилово.
13-я армия вела бои на рубеже Малоархангельск — Щигры — Тим.
3-ю армию сосредоточили в районе Щигры — Ливны, затем перебросили к городу Ефремову — прикрывать разрыв между 50 А и 13 А..

## Итоги
В ходе Орловско-Брянской операции советские войска отошли на глубину 210—250 км, потеряли до 85-90 % личного состава, всё тяжёлое оружие и автотранспорт.
Причины:
- большое превосходство противника в силах и средствах
- плохое материальное снабжение войск фронта
- ошибки командующего фронтом, неверно оценившего обстановку и не предпринявшего мер по отражению наступления противника.

Войска фронта не сумели «разбить орловскую группировку противника», как того требовала Ставка ВГК. Но они сковали крупные силы врага, умело используя танковые засады для борьбы с его танковыми группировками. Противник, рассчитывавший быстро прорваться к Туле и глубоко обойти Москву с юга, свои планы реализовать не сумел.
Действия по окружению и пленению войск Брянского фронта, а также героическое сопротивление окруженных, снизили темпы продвижения подвижных соединений Гудериана. До Орла они составляли 50 км в сутки, от Орла до Мценска около 8 км в сутки. Стремительный бросок немецких войск на Москву, перед которой не существовало фронта обороны, не состоялся, так как практически все силы немецких войск были втянуты в бои с окружёнными советскими частями. А ко времени завершения сражений в «котле» советское командование уже успело принять срочные меры к восстановлению фронта обороны под Москвой.

А. И. Ерёменко в «Отчёте о боевых действиях армий Брянского фронта с 1 по 26 октября 1941 года» приукрашивал разгром собственного фронта и преувеличивал собственную роль: 
войска фронта, сцементированные за 2,5 месяца существования Брянского фронта в мощный кулак и крепкий дисциплинированный организм, ведя бои с перевернутым фронтом, нанесли 7-23 октября противнику значительные потери, отбросили его и в целом выполнили поставленную им задачу.
Упорная оборона войск Брянского фронта сорвала темпы наступления немецких войск на тульском направлении и сковывала крупные силы противника в течение 17 суток. Это позволило подготовить оборону рубежей в районе Тулы и Можайской линии обороны и сорвало план по глубокому охвату Москвы с тыла.

Генерал-полковник Гудериан, оценивая итоги наступления, писал: 
Успешно завершив бои в районах Брянска и Вязьмы, ГА Центр добилась еще одного крупного тактического успеха. Вопрос, в состоянии ли она продолжать наступление, чтобы превратить этот тактический успех в оперативный, — важнейший с начала войны, стоявший перед командованием германской армии.

## Потери сторон
По настоящее время потери советских войск в операции точно не установлены. По оценке Л. Н. Лопуховского, войска Брянского фронта потеряли 147 тысяч бойцов и командиров пленными.

## Воины, удостоенные звания Героя Советского Союза за операцию
- Воздвиженский Николай Николаевич, старший лейтенант, заместитель командира эскадрильи 62-го штурмового авиационного полка 233-й штурмовой авиационной дивизии 4-й воздушной армии Указом Президиума Верховного Совета СССР удостоен звания Герой Советского Союза. Золотая Звезда № 5965[4].
- Иванов Анатолий Васильевич, капитан, заместитель командира эскадрильи 455-го Смоленского Краснознамённого авиационного полка дальнего действия 48-й Рижской авиационной дивизии дальнего действия 8-го авиационного корпуса Авиации дальнего действия Указом Президиума Верховного Совета СССР от 13 марта 1944 года удостоен звания Герой Советского Союза. Золотая Звезда № 3581[4].
- Ижутов Николай Степанович, капитан, инструктор по радионавигации, заместитель штурмана 108-го бомбардировочного авиационного полка 36-й бомбардировочной авиационной дивизии 1-го гвардейского бомбардировочного авиационного корпуса (второго формирования) 18-й воздушной армии Указом Президиума Верховного Совета СССР от 15 мая 1946 года удостоен звания Герой Советского Союза. Золотая Звезда № 4711[4][8].
- Поколодный Василий Дмитриевич, старший лейтенант, командир звена 24-го бомбардировочного авиационного полка 61-й смешанной авиационной дивизии Брянского фронта Указом Президиума Верховного Совета СССР от 14 февраля 1943 года удостоен звания Герой Советского Союза. Посмертно[4].
- Рафтопулло Анатолий Анатольевич, капитан, командир танкового батальона 30-го танкового полка 4-й (1-й гвардейской) танковой бригады 16-й армии Западного фронта Указом Президиума Верховного Совета СССР от 11 января 1942 года удостоен звания Герой Советского Союза. Золотая Звезда № 694[4].
- Тихомиров Илья Кузьмич, старший лейтенант, начальник связи эскадрильи 24-го бомбардировочного авиационного полка 61-й смешанной авиационной дивизии Брянского фронта Указом Президиума Верховного Совета СССР от 14 февраля 1943 года удостоен звания Герой Советского Союза. Посмертно[4].
- Тихонов Николай Викторович, капитан, командир эскадрильи 42-го истребительного авиационного полка 240-й истребительной авиационной дивизии 3-й воздушной армии 4 февраля 1942 года удостоен звания Герой Советского Союза. Посмертно[4].